# Lars Unnerstall
Lars Unnerstall (ur. 20 lipca 1990 w Ibbenbüren) – niemiecki piłkarz występujący na pozycji bramkarza w holenderskim klubie VVV, do którego jest wypożyczony z PSV Eindhoven. Były reprezentant Niemiec do lat 20.

## Kariera
Karierę piłkarską Unnerstall rozpoczynał w takich klubach jak: SV Uffeln, Grün-Weiß Steinbeck i Preußen Münster. Następnie w 2008 roku został zawodnikiem FC Schalke 04. W sezonie 2008/2009 zaliczył debiut w rezerwach tego klubu w Regionallidze. W sezonach 2009/2010 i 2010/2011 był podstawowym bramkarzem rezerwowej drużyny Schalke. W 2011 roku awansował do kadry pierwszego zespołu, a 15 października 2011 zadebiutował w Bundeslidze w przegranym 1:2 domowym meczu z 1. FC Kaiserslautern, gdy w 28. minucie zmienił w bramce Ralfa Fährmanna. Od czasu debiutu był podstawowym bramkarzem Schalke w sezonie 2011/2012. W 2014 roku był wypożyczony do FC Aarau, a następnie odszedł do Fortuny Düsseldorf.

## Statystyki kariery
| Sezon   | Klub               | Kraj       | Rozgrywki     | Mecze | Bramki |
| ------- | ------------------ | ---------- | ------------- | ----- | ------ |
| 2011/12 | FC Schalke 04      | Niemcy     | Bundesliga    | 21    | 0      |
| 2012/13 | FC Schalke 04      | Niemcy     | Bundesliga    | 13    | 0      |
| 2013/14 | FC Schalke 04      | Niemcy     | Bundesliga    | 0     | 0      |
| 2013/14 | FC Aarau           | Szwajcaria | Super League  | 16    | 0      |
| 2014/15 | Fortuna Düsseldorf | Niemcy     | 2. Bundesliga | 10    | 0      |
| 2015/16 | Fortuna Düsseldorf | Niemcy     | 2. Bundesliga | 0     | 0      |
| 2016/17 | Fortuna Düsseldorf | Niemcy     | 2. Bundesliga | 0     | 0      |
| 2017/18 | VVV                | Holandia   | Eredivisie    | 32    | 0      |